# Australisk kackerlacka
Australisk kackerlacka (Periplaneta australasiae) är en kackerlacksart som först beskrevs av Johan Christian Fabricius 1775. Den ingår i släktet Periplaneta och familjen storkackerlackor. Inga underarter finns listade.

## Beskrivning
Arten är rödbrun till mörkbrun med ett ljusgult band längs vingarnas ytterkant nära vingbasen. Ryggskölden har även den tydliga, ljusgula kanter. Nymfen (så kallas larven hos insekter med ofullständig förvandling) liknar den vuxna insekten, men saknar vingar och har ljusgula fläckar på bakkroppens ryggsida. Båda könen har vingar, och är även i övrigt lika. Hanen har emellertid, förutom ett par cerci (analspröt) i bakkroppsspetsen, även två mindre spröt (styli) vid sidan av sina cerci. Honan har bara cerci. Honan har en kroppslängd av 28 till 32 mm, och en vinglängd av 22 till 26 mm. Motsvarande mått för hanen är 27 till 34 mm (kroppen) respektive 21 till 28 mm (vingarna). Äggkapseln är 9 till 12 mm lång, och med en bredd av 5 mm.

## Utbredning
Trots sitt namn kommer inte kackerlackan från Australien, utan från tropiska Afrika. Även i Australien är arten införd, och finns i Queensland och New South Wales. Den har sedan spritt sig över större delen av världen, och är numera att betrakta som kosmopolit. Till Sverige, där arten är reproducerande, kom den på 1700-talet. Kackerlackan förekommer även i Finland, där den betraktas som en invasiv art.

## Ekologi
Den australienska kackerlackan är en nattaktiv art. Den är en allätare som främst lever på dött material.. I varmare klimat förekommer den främst utomhus där den lever i kolonier. Den kan påträffas under bark, i vedupplag och i fuktiga utrymmen. I kyligare områden drar den sig inomhus och kan då uppträda i varma och fuktiga miljöer som växthus (där den kan skada plantor), vattenrör, under tvättfat och diskbänkar, toalettutrymmen, lagerbyggnader samt varuhus. Båda könen kan flyga vid varmt väder, men den föredrar att ta sig fram till fots.

### Fortplantning
Arten har ofullständig förvandling: De larver som kläcks ur äggen, ser ut som de vuxna insekterna fast mindre. De växer genom att ömsa hud fem gånger. Omkring 24 dygn efter parningen bildar honan en äggkapsel som rymmer mellan 20 och 26 ägg. Långt före kläckningen gömmer hon kapseln eller gräver ner den i jorden. Äggen kläcks efter omkring 40 dygn, och nymferna är fullbildade efter omkring ett år. Som fullbildad insekt lever arten i fyra till sex månader.

## Betydelse för människan
Arten är en smittospridare, och man har konstaterat att den kan fungera som en vektor för salmonella. Dessutom kan arten orsaka allergier, bland annat astma.

## Bildgalleri

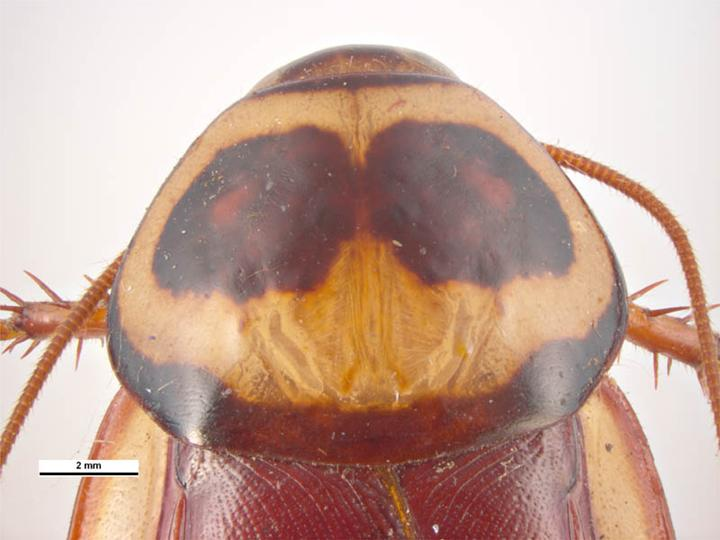
Närbild på ryggskölden.
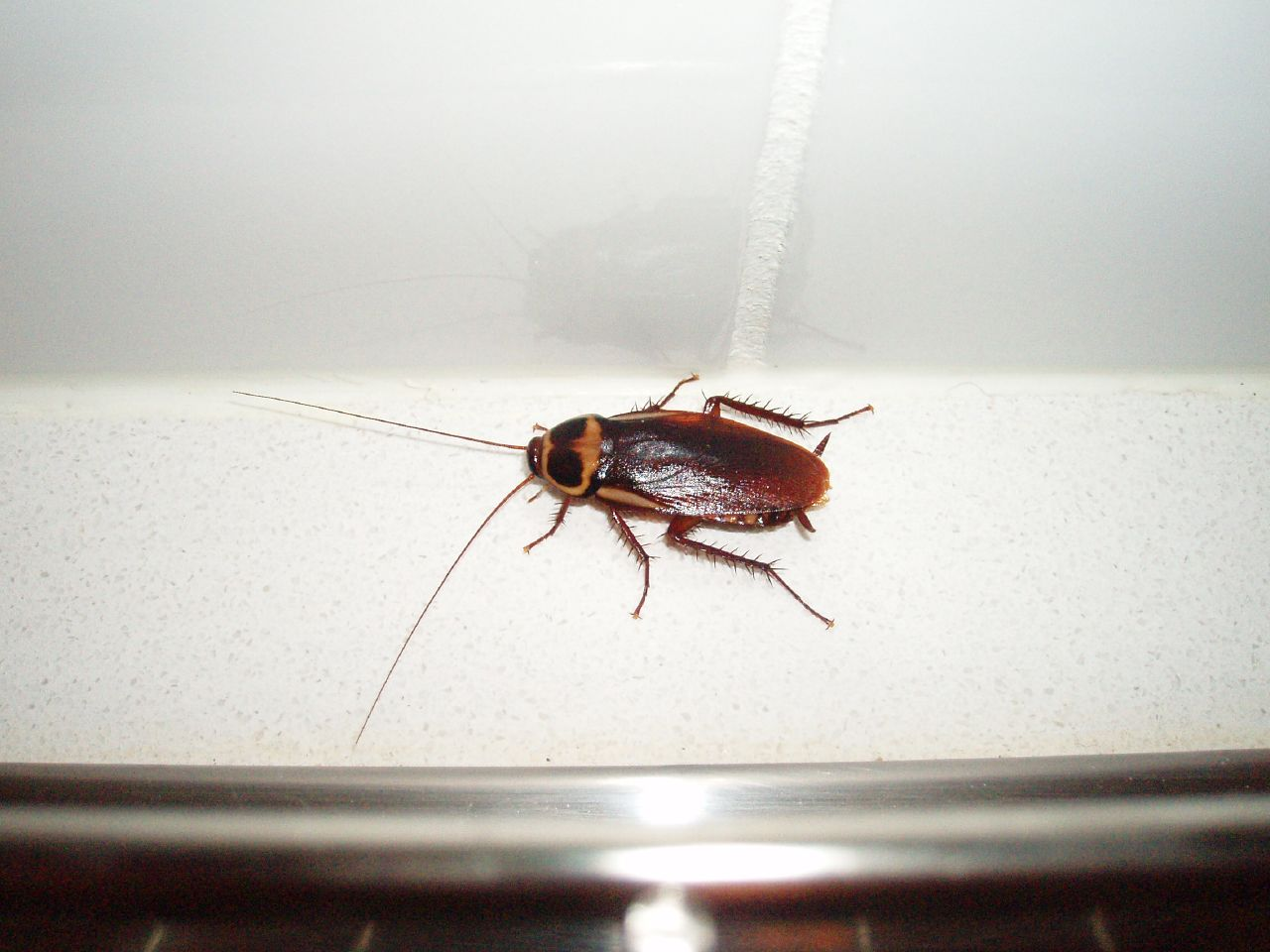
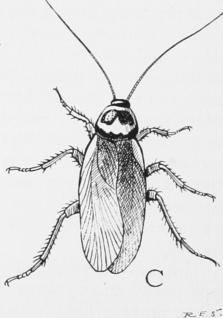
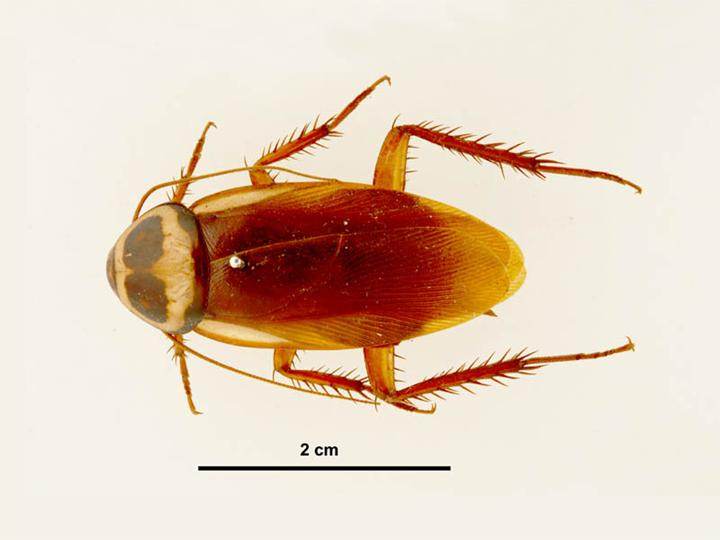
Australisk kackerlacka ovanifrån.